# Réalisme poétique
 (février 2011).
La réalisme poétique est un courant du cinéma français qui s'est principalement développé durant les années 1930.

## Historique
Pour René Pradal, le réalisme poétique relève plus d'une tendance que d'un véritable mouvement cinématographique puisqu'il a infusé le cinéma français dès la fin du muet jusqu'à la fin de la Seconde Guerre mondiale, et continuera à avoir une influence importante. Il considère que Feyder, Carné et Duvivier sont les fondateurs du mouvement. Historiquement, le « réalisme poétique » ne renvoie qu'à l'année 1938 et de manière plus restrictive au seul film Le Quai des brumes de Marcel Carné (1938).
Le réalisme poétique est influencé par les courants littéraires du XIXe siècle du réalisme et du naturalisme, par les avant-gardes des années 1920 et par le cinéma expressionniste allemand. Il est illustré notamment par des films de Jean Vigo, René Clair, Jean Renoir, Marcel Carné, Marcel L'Herbier, Marc Allégret, Jacques Becker, Jean Grémillon, Jacques Feyder et Julien Duvivier. 
Les scénaristes et dialoguistes ont eu un rôle important avec Jacques Prévert, Henri Jeanson, l'écrivain et producteur Marcel Pagnol, le scénariste belge Charles Spaak. Pour les chefs-opérateurs marquants, nous pouvons citer Boris Kaufman, Eugen Schufftan, Claude Renoir, Christian Matras, Henri Alekan. Pour les musiciens, Joseph Kosma, Maurice Jaubert, Georges van Parys sont les plus notables. Le directeur artistique Lazare Meerson et le décorateur hongrois Alexandre Trauner ont joué également un rôle important dans la construction de l'esthétique du réalisme poétique.
Les acteurs emblématiques du réalisme poétique sont : Michel Simon, Jean Gabin, Arletty et Michèle Morgan.
À son tour, le réalisme poétique aura une influence importante sur le cinéma néoréaliste italien et sur la Nouvelle Vague.
Le réalisme poétique se résume à deux tendances :
- Des personnages et un environnement populaires (ouvriers surtout, mais aussi soldats, prostituées etc.). Le courant accompagne de près le mouvement du Front populaire en France dont il est en quelque sorte la voix. La quasi-totalité des films se situe dans un cadre urbain, concentré sur l'idée même de la ville et des échanges qui y ont lieu. Cette tendance illustre le côté « réaliste » du courant.
- Des personnages maudits, souvent marginaux[2] et parias (le déserteur du Quai des brumes par exemple), représentants d'une classe sociale, mais aussi et surtout marqués par un fatalisme qui leur est propre. Le destin et la fatalité ont d'ailleurs une place prépondérante dans ces films.  Le jour se lève ou La Bête humaine sont, par exemple, entièrement construits sur cette idée. Cette tendance illustre le côté « poétique » du courant.

### Signes esthétiques et thématiques
Le réalisme poétique est le premier grand courant cinématographique français du cinéma parlant. Il romance et met en évidence les enjeux dramatiques, notamment sous l'influence de Prévert. Une grande partie des scènes sont d'ailleurs tournées pour servir ces dialogues, dans le sens où la parole, l'idée exprimée verbalement, devient le centre d'attention. Ce traitement est issu à la fois du cinéma expressionniste et du documentaire. Les films expressionnistes des années 1920 représentent souvent la ville comme la personnification du vice : les rues sont déformées, les architectures torturées, suggérant ainsi une certaine déviance des milieux bourgeois. Le réalisme poétique reprend cette idée, mais de façon plus souterraine, principalement pour les scènes de nuit (l'éclairage des rues subit des effets plus discrets, les rues sont brumeuses, ombrées, baignant dans une sorte d'entre-deux). Ce travail subtil sur la lumière est sans doute l'élément visuel le plus caractéristique du réalisme poétique. Les scènes de jour sont quant à elle traitées de façon plus naturaliste, à la manière du documentaire. Les décorateurs recherchent une sublimation du réel plus qu'un réalisme. Ils créent aussi des structures qui permettent des jeux de lumière et de caméra, notamment des plans inclinés pour des perspectives forcées et ils juxtaposent décors en studios et décors naturels. Les studios permettent aux techniciens d'avoir un contrôle sur l'espace, questionnant l'idée de « réalisme. »

## Films emblématiques

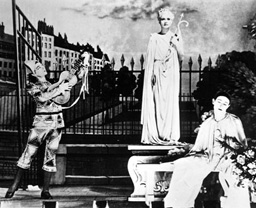
Les Enfants du Paradis, film de Marcel Carné sorti en mars 1945 et considéré comme l'un des chefs-d’œuvre du réalisme poétique.

- Sous les toits de Paris, de René Clair (1930)
- À nous la liberté, de René Clair (1931)
- Cœur de lilas, d'Anatole Litvak (1932)
- 14 juillet, de René Clair (1933)
- Liliom, de Fritz Lang (1934)
- La Rue sans nom, de Pierre Chenal (1934)
- L'Atalante, de Jean Vigo (1934)
- Le Grand Jeu de Jacques Feyder (1934)
- Pensions mimosas de Jacques Feyder (1935)
- La Kermesse héroïque, de Jacques Feyder (1935)
- La Belle Équipe, de Julien Duvivier (1936)
- Pépé le Moko, de Julien Duvivier (1937)
- La Grande Illusion, de Jean Renoir (1937)
- Entrée des artistes, de Marc Allégret (1938)
- Le Quai des brumes, de Marcel Carné (1938)
- Hôtel du Nord, de Marcel Carné (1938)
- La Bête humaine, de Jean Renoir (1938)
- Le jour se lève, de Marcel Carné (1939)
- Remorques, de Jean Grémillon (1941)
- Les Enfants du paradis, de Marcel Carné (1945)